# NTV (Russia)
NTV  (in russo НТВ?) è una emittente televisiva russa, di proprietà della Gazprom-Media.

## Palinsesto attuale

### Festival musicali
- New Wave
- Junior New Wave

### Programmi televisivi
- Maska - programma TV (dal 2010)
- Bilkotch (programma TV, dal 2008)
- Il figlio di Chucky (film, dal 2004)
- Noyrot - talk show (dal 1994)
- Morning Joe - talk show (dal 1993)

### Informazione
- Telegiornale - informazione (dal 1993)

### Quiz show
- Gil'otina (è l'equivalente del Game show italiano L'eredità, dal 2001)[senza fonte]

### Serie televisive
- Law & Order: Division of Field Investigation - serie TV russa, creata da Dick Wolf (dal 2007)
- Trotsky - serie TV russa, creata da Alexander Kott (dal 2017)
- Breaking Bad - serie TV statunitense (dal 2013)
- Tot, kto čitaet mysli (dal 2018)